# 山形県道58号新庄鮭川戸沢線
山形県道58号新庄鮭川戸沢線（やまがたけんどう58ごう しんじょうさけがわとざわせん）は、山形県新庄市から最上郡戸沢村に至る県道（主要地方道）である。

## 概要

### 路線データ
- 起点：山形県新庄市泉田（国道13号交点）
- 終点：山形県最上郡戸沢村名高（山形県道34号新庄戸沢線交点）

## 歴史
- 1993年（平成5年）5月11日 - 建設省から、県道萩野泉田停車場線の一部、県道大芦沢京塚新庄線の一部、県道居口津谷停車場線の一部が新庄鮭川戸沢線として主要地方道に指定される[1]。

## 路線状況

### 重複区間
- 山形県道311号萩野泉田停車場線（起点 - 新庄市泉田）
- 山形県道35号真室川鮭川線（最上郡鮭川村小反 - 最上郡鮭川村石名坂間）
- 山形県道308号曲川新庄線（最上郡鮭川村曲川 地内）
- 山形県道315号平田鮭川線（最上郡鮭川村中渡 地内）

## 地理

### 通過する自治体
- 新庄市
- 最上郡
  - 鮭川村
  - 戸沢村

### 交差する道路
- 国道13号・山形県道311号萩野泉田停車場線（起点）
- 山形県道311号萩野泉田停車場線・山形県道313号泉田新庄線（新庄市泉田）
- 山形県道35号真室川鮭川線
- 山形県道377号西郡居口線（最上郡鮭川村曲川）
- 山形県道308号曲川新庄線（最上郡鮭川村曲川）
- 山形県道315号平田鮭川線（最上郡鮭川村中渡）
- 山形県道328号神田川口線（最上郡戸沢村津谷）
- 山形県道34号新庄戸沢線（終点）

### 沿線の施設など
- 奥羽本線 泉田駅（県道311号経由）
- JAおいしいもがみ 大豊支店
- JAおいしいもがみ 戸沢支店
- 戸沢郵便局